# Charles Ardant du Picq
Charles Jean Jacques Joseph Ardant du Picq (19. listopada 1821. — 19. kolovoza 1870.), istaknuti francuski vojni teoretičar. 

## Životopis
Pored dva manja rada iz 1865. (o upotrebi karabina i satnija), du Picq je 1868. objavio dio svojih studija o antičkom ratovanju (Études sur le combat d'après l'antique). Glavni dio zabilježaka, međutim, o suvremenom (modernom) ratovanju pojavit će 10 godina poslije du Picquove smrti pod nazivom Suvremeni rat (Le combat moderne), kada je u Francuskoj, poslije poraza u ratu s Njemačkom 1871., vojna teorija počela ponovo dobivati značajnije mjesto. 

### Teoretske postavke i utjecajSuvremenog rata
Za razliku od većine tadašnjih vojnih teoretičara, du Picq je vojne probleme izučavao na originalan način, služeći se anketama, proučavanjem antičkih bitaka i vlastitim iskustvima. Prema du Picqu osnovni element bitke je čovjek, a ključ pobjede u ratu — moral, svjesna disciplina i uzajamno povjerenje (esprit de corps — kolektivni duh), iako pri tome ne treba isključiti ni elemente materijalne prirode. Međutim, zaključak koji iz ovakve analize izvlači, u potpunoj je suprotnosti s tezom koju obrazlaže.
Umjesto masovnih vojski na principu opće vojne obaveze, du Picq predlaže male aristokratske stajaće vojske, tvrdeći da se obveznici bore protiv svoje volje, dok profesionalci žude za bitkom. Potvrdu za takve zaključke nalazi u bitkama antike i vojsci Drugog carstva, koje su, po njegovom mišljenju, odnosile pobjede zahvaljujući moralnim kvalitetima svojih boraca, a ne dobroj organizaciji i pripremljenosti.
Pred početak Prvog svjetskog rata du Picq postaje najčitaniji vojni teoretičar Francuske, a svojim dijelom je izvršio značajan utjecaj na poglede francuskog časničkog sastava. Njegova teza o značaju morala je čak i hipertrofirana, jer je na nju nadovezana teorija o napredovanju po svaku cijenu.